# Kenansville, Carolina de Nord
Kenansville este un oraș și sediul comitatului Duplin, statul  Carolina de Nord,  Statele Unite ale Americii.
Se află la o altitudine de 38 m deasupra nivelului mării. Are o suprafață de 5,487073 km² și 5,491986 km². Populația este de 770 locuitori, determinată în 1 aprilie 2020, prin recensământ.
1. ↑   https://www.nctreasurer.com/municipalities Lipsește sau este vid: |title= (ajutor)
2. ↑  2010 U.S. Gazetteer Files, accesat în 9 iulie 2020